# Luís Campos (Sportfunktionär)
Luís Filipe Hipólito Reis Pedrosa Campos (* 6. September 1964 in Esposende) ist ein portugiesischer Trainer und Sportmanager. Zurzeit ist er als Berater für den französischen Erstligisten Paris Saint-Germain tätig.

## Karriere
Campos begann im Alter von 27 Jahren als Trainer in den unteren Ligen Portugals bei União Leiria. Dort leitete er mehrere Amateurmannschaften und schließlich Profiteams in der portugiesischen Primeira Liga. Danach war er als Trainer von Gil Vicente FC tätig. Von 2012 bis 2013 war Campos als Scout für Real Madrid unter Jose Mourinho tätig. Danach wurde er zunächst Sportkoordinator, später dann Technischer Leiter beim AS Monaco. Diese Tätigkeit führte er bis 2016 aus. Von 2017 bis 2020 war er Sportdirektor beim LOSC Lille. Danach wurde er sportlicher Berater bei Galatasaray Istanbul und Celta Vigo. Ab Juli 2022 ist er in dieser Rolle beim französischen Erstligisten Paris Saint-Germain angestellt.